# Orden de la Valentía
La Orden de la Valentía (en búlgaro: Орден за Храброст) fue una orden  del Reino de Bulgaria y actualmente es una orden de la República de Bulgaria. Es la más preciada de las órdenes búlgaras, la segunda más alta del Reino de Bulgaria y la cuarta más alta de la República de Bulgaria. Existe desde 1880 con una interrupción entre 1946 y 2003.

## La Orden Real
La Orden Real de la Valentía fue establecida por un decreto del Knyaz Alejandro de Batenberg el 1 de enero de 1880. Es la primera orden búlgara y fue modelada sobre la base de la Orden del Mérito Militar del Gran Ducado de Hesse la que existió hasta 1866. Los receptores de esta Orden eran llamados caballeros. La Orden fue una de las muchas vulneraciones del Tratado de Berlín con que Bulgaria demostró su plena independencia, a pesar de que el país estaba privado de altas condecoraciones estatales - símbolos de la independencia nacional.
El jefe de Estado y el heredero del trono eran caballeros por derecho propio del 1.er grado y del 4.º grado respectivamente. Debido al gran respeto que le generaba la orden, el zar Boris III nunca lució el primer grado y la gran cruz que le correspondían como soberano sino que solamente lució el 3.er grado, 2.ª clase que recibió durante la primera guerra balcánica (1912-1913); el 3.er grado, 1.ª clase recibida durante la Primera Guerra Mundial (1915-1918) y el 4.º grado, 1.ª clase qué recibió por derecho propio como heredero en 1894.
La orden fue otorgada por primera vez el 17 de abril de 1880 cuándo 33 combatientes en la Guerra ruso-turca (1877-1878) la recibieron. Varios días más tarde el 24 de abril (6 de mayo NS, el Día de San Jorge), la orden fue otorgada por primera vez a un civil.
Entre 1937 y 1940, la insignia del 1.er grado, 1.ª clase fue utilizado como símbolo de la Fuerza Aérea búlgara en un acto equivalente al realizado por la Luftwaffe con la Cruz de Hierro. Varios oficiiales alemanes recibieron este premio durante la Segunda Guerra Mundial.
Después del fin de la monarquía las órdenes y las medallas del Reino de Bulgaria fueron plenamente sustituidas por otras. El 15 de septiembre la Orden Real de la Valentía dejó de existir como orden estatal.

### Descripción

#### Orden Real de la Valentía
- Gran Cruz de la Orden Real de la Valentía

La Gran Cruz fue otorgada solo al gobernante que era Gran Maestre de la orden. Consistía en un collar, una placa y un manto. 
Hubo cinco emisiones.
- Orden Real de la Valentía 1.er grado, 1.ª clase (hasta 1886 fue denominada Orden Real de la Valentía 1.er grado)

Hubo cuatro emisiones.
- Orden Real de la Valentía 1.er grado, 2.ª clase (desde 1886)

Este grado de la orden fue otorgado a generales búlgaros y extranjeros, y gobernantes extranjeros. El segundo, tercero y cuarto grado fueron dados a generales y oficiales de acuerdo a su rango. 
- Orden Real de la Valentía 2.° grado

Hubo dos emisiones.
- Orden Real de la Valentía 3.er grado, 1.ª clase (hasta 1915  se denominaba Orden Real de la Valentía 3.er grado)

Hubo tres emisiones.
- Orden Real de la Valentía 3.er grado, 2.ª clase (desde 1915)

Hubo cinco emisiones.
- Orden Real de la Valentía 4.º grado, 1.ª clase (hasta 1915 se denominaba Orden Real de la Valentía 4.º grado)

Hubo siete emisiones.
- Orden Real de la Valentía 4.º grado, 2.ª clase (desde 1915)

Hubo diez emisiones.

#### Cruz a la Valentía para Soldados
La Cruz a la Valentía para Soldados era una medalla enlistada dentro de la Orden Real de la Valentía. 
- Cruz a la Valentía para Soldados 1.er grado

Bañada en oro, con cintas cruzadas
- Cruz a la Valentía para Soldados 2.° grado

Bañada en oro, con cintas sin cruzar
- Cruz a la Valentía para Soldados 3.er grado

Bañada en plata, con cintas cruzadas
- Cruz a la Valentía para Soldados 4.° grado

Bañada en plata, con cintas sin cruzar

### Caballeros de la Orden Real de la Valentía1.ergrado
En la historia búlgara hubo solo tres personas premiadas con este grado: 
- Stefan Stambolov - estadista búlgaro, revolucionario, político, poeta y periodista.
- Georgi Zhivkov - Político y revolucionario búlgaro del partido Liberal Popular, tres veces presidente de la Asamblea Nacional, regente de Bulgaria después de la abdicación de Alejandro I (1886-1887) y ministro de ilustración (1886, 1887-1893).
- Mayor General Sava Mutkurov - regente de Bulgaria (1886–1887) y ministro de defensa en el gobierno de Stefan Stambolov (1887–1893).

Monarcas:
- Knyaz Alejandro de Batenberg
- Zar Fernando I
- Zar Boris III
- Emperador Alejandro III de Rusia
- Rey Milán I de Serbia
- Rey Carlos I de Rumanía

La orden fue concedida también a:
- La bandera de Sámara
- 3.ª compañía de Opalchenska

## La Orden republicana
La Orden de la Valentía fue restablecida después de una interrupción de 57 años por una ley de la 39.ª Asamblea Nacional, el 29 de mayo de 2003 y publicada en la Gaceta Estatal el 21 de mayo de 2004.

## Descripción
La Orden tiene forma de cruz y es lucida en el pecho colgando de una cinta azul; está compuesta por tres grados (1.º, 2.º y 3.º), y dos categorías: Con espadas (que se otorga al personal militar) y sin espadas (otorgada a la población civil).
Los tres grados de la Orden difieren en especie de la siguiente manera:
1. Primer Grado, cruz de oro cubierta con esmalte rojo, en el medio un medallón con un león de oro y la inscripción „За храброст“("por la valentía"), en el reverso de la medalla se encuentra la bandera nacional de Bulgaria con las palabras „Република България“ ("República de Bulgaria").
2. Segundo Grado, cruz de plata cubierta con esmalte rojo en el medio un medallón en cuyo anverso hay un león de oro con la inscripción „За храброст“("por la valentía"), en el reverso de la medalla se encuentra la bandera nacional de Bulgaria con las palabras „Република България“ ("República de Bulgaria").
3. Tercer Grado, cruz de bronce, en el medio un medallón en cuyo anverso hay un león con la inscripción „За храброст“("por la valentía"), en el reverso de la medalla se encuentra la bandera nacional de Bulgaria con las palabras „Република България“ ("República de Bulgaria").

La "Orden de la Valentía con Espadas" lleva las mismas cruzadas entre los brazos de la Cruz, asomando por sus ángulos. Se otorga únicamente a personal militar de la siguiente manera:
- 1.er grado: Otorgada a altos oficiales generales y almirantes.
- 2.º grado: Otorgada al resto de la oficialidad.
- 3.er grado: Otorgada a suboficiales y soldados.